# Bernard Guignedoux
Bernard Guignedoux (Saint-Germain-en-Laye, 31 januari 1947 – 1 januari 2021) was een Frans voetballer die doorgaans speelde als aanvaller. Tussen 1965 en 1980 was hij actief voor RC Paris, Stade Saint-Germain, Paris Saint-Germain, Paris FC, AS Monaco en opnieuw Paris FC. Hij maakte het eerste doelpunt in de clubgeschiedenis van Paris Saint-Germain.
Guignedoux werd op 12 april 2020 opgenomen in het ziekenhuis vanwege een 'serieuze ziekte' die hij had opgelopen. Op 1 januari 2021 overleed de voormalig voetballer, op 73-jarige leeftijd.

## Clubcarrière
Guignedoux doorliep de jeugdopleiding van RC Paris. Hij speelde een seizoen in de Division 2 voor die club, voor hij een niveau lager voor Stade Saint-Germain ging spelen. Toen die club fuseerde tot Paris Saint-Germain ging de aanvaller daar spelen. Voor PSG maakte hij het eerste doelpunt in de geschiedenis, door tegen Stade Poitevin een vrije trap binnen te schieten. In 1972 splitste de club zich en Guignedoux ging spelen voor Paris FC. Hier speelde hij twee seizoenen, voor hij naar AS Monaco verkaste. Tussen 1977 en 1980 sloot hij zijn carrière af bij Paris FC.

## Clubstatistieken
| Seizoen   | Club                | Competitie | Competitie | Competitie | Beker | Beker | Internationaal | Internationaal | Totaal | Totaal |
| Seizoen   | Club                | Competitie | Wed.       | Dlp.       | Wed.  | Dlp.  | Wed.           | Dlp.           | Wed.   | Dlp.   |
| --------- | ------------------- | ---------- | ---------- | ---------- | ----- | ----- | -------------- | -------------- | ------ | ------ |
| 1965/66   | RC Paris            | Division 2 | 22         | 3          | 1     | 0     | —              | —              | 23     | 3      |
| 1966–1970 | Stade Saint-Germain | Division 3 | ?          | ?          | ?     | ?     | —              | —              | ?      | ?      |
| 1970/71   | Paris Saint-Germain | Division 2 | 32         | 8          | 3     | 1     | —              | —              | 35     | 9      |
| 1971/72   | Paris Saint-Germain | Division 1 | 37         | 6          | 1     | 0     | —              | —              | 38     | 6      |
| 1972/73   | Paris FC            | Division 1 | 20         | 6          | 3     | 0     | —              | —              | 23     | 6      |
| 1973/74   | Paris FC            | Division 1 | 34         | 2          | 1     | 1     | —              | —              | 35     | 3      |
| 1974/75   | AS Monaco           | Division 1 | 38         | 2          | 1     | 0     | 2              | 0              | 41     | 2      |
| 1975/76   | AS Monaco           | Division 1 | 31         | 1          | 1     | 0     | —              | —              | 32     | 1      |
| 1976/77   | AS Monaco           | Division 2 | 25         | 1          | 2     | 1     | —              | —              | 27     | 2      |
| 1977/78   | Paris FC            | Division 2 | 25         | 2          | 3     | 0     | —              | —              | 28     | 2      |
| 1978/79   | Paris FC            | Division 1 | 2          | 0          | 0     | 0     | —              | —              | 2      | 0      |
| 1979/80   | Paris FC            | Division 2 | 8          | 0          | 0     | 0     | —              | —              | 8      | 0      |
| Totaal    | Totaal              | Totaal     | 274        | 31         | 16    | 2     | 2              | 0              | 292    | 33     |

## Erelijst
| Division 2 | 1 | 1970/71 |

## Trainerscarrière
Na zijn voetbalpensioen in 1992, werd Guignedoux fysiotherapeut bij Paris FC. Een jaar later keerde hij terug bij Paris Saint-Germain, waar hij trainer werd van het derde elftal. Hierna leidde hij een tijdje de jeugd van de club, waarna hij opnieuw het derde elftal onder zijn hoede kreeg. In oktober 2003 werd Guignedoux aangesteld als assistent van Antoine Kombouaré bij RC Strasbourg. Twaalf maanden daarna stopte hij in die functie om scout te worden voor de jeugdopleiding van de club. Toen Kombouaré trainer werd van Valenciennes, nam hij opnieuw Guignedoux mee als zijn assistent. Deze rol vervulde hij vier jaar.